# Sylvicola foveatus
Sylvicola foveatus är en tvåvingeart som först beskrevs av Edwards 1923.  Sylvicola foveatus ingår i släktet Sylvicola och familjen fönstermyggor.
Artens utbredningsområde är Sri Lanka. Inga underarter finns listade i Catalogue of Life.